# 야한 이야기라는 개념이 존재하지 않는 지루한 세계
야한 이야기라는 개념이 존재하지 않는 지루한 세계(일본어: 下ネタという概念が存在しない退屈な世界)는 아카기 히로타카가 집필하고 시모츠키 에이토가 작화를 담당한 라이트 노벨 시리즈이다. 2015년 7월 4일에 TV 애니메이션으로 방영되었다.
전체적인 줄거리는 21세기 일본의 불법 로리콘 존재 발표 이후 일본정부가 정상적인 국가임을 강조하기 위해 의도적으로 법률을 만들어 정상적인 성 지식마저도 음란물로 규정하여 통제하는 시대에 호쾌하게 자신의 성지식을 뽐내며 다니는 여주인공과 남주인공들의 이야기이다.